# Uncle Kracker
Pour l’article ayant un titre homophone, voir Cracker.
Kracker ou Uncle Kracker, alias Matthew Shafer, né le 6 juin 1974, à Mount Clemens (Michigan) est un musicien américain de rock et de musique country.
Une chanson très populaire de Uncle Kracker est Follow Me (Everything Is All Right). Un surnom de Uncle Kracker est Krockpot. Son ami Kid Rock l’appelle « Krack »[réf. nécessaire].

## Discographie

### Albums
- 2000 : Double wide
- 2002 : No stranger to shame
- 2004 : Seventy two and sunny
- 2009 : Happy hour
- 2012 : Midnight Special